# Cola discoglypremnophylla
Cola discoglypremnophylla är en malvaväxtart som beskrevs av John Patrick Micklethwait Brenan och A. P. D. Jones. Cola discoglypremnophylla ingår i släktet Cola och familjen malvaväxter. Inga underarter finns listade i Catalogue of Life.